# Encrucijada (Cuba)
Encrucijada es un municipio de la actual provincia de Villa Clara, Cuba, parte de la antigua jurisdicción de Sagua La Grande. 

## Toponimia
En su etapa más primitiva éste era un cruce de caminos que iban y venían desde El Santo, Calabazar de Sagua, central Macagua, central Constancia, Vega Alta, entre otros, formando una importante encrucijada de senderos en cuyo centro había una tienda llamada "La Campana" que se aprovechaba muy bien de esta estratégica situación, de donde proviene su nombre.

## Historia
Sus primeros habitantes fueron Don Juan de Alba y Don Bonifacio Herrera, junto a su hija, Laura Thalía, entre otras familias que arribaron desde Granadillo, Sagua La Grande, San Juan de los Remedios y Playa de San Juan a lo largo de la década de 1850.
En este municipio se han reportado, además, numerosos asentamientos de aborígenes cubanos.

## Personas destacadas
Son originarios de este municipio los revolucionarios cubanos Abel y Haydée Santamaría, quienes jugaron un papel muy importante en la Revolución cubana, y el líder obrero Jesús Menéndez.

## Economía
La economía de Encrucijada es fundamentalmente agrícola, basada sobre todo en el cultivo de la caña de azúcar. 